# Platylister emptus
Platylister emptus är en skalbaggsart som först beskrevs av Sylvain Auguste de Marseul 1864.  Platylister emptus ingår i släktet Platylister och familjen stumpbaggar. Inga underarter finns listade i Catalogue of Life.